# Melaloncha atribiseta
Melaloncha atribiseta är en tvåvingeart som beskrevs av Gonzalez och Brown 2004. Melaloncha atribiseta ingår i släktet Melaloncha och familjen puckelflugor.
Artens utbredningsområde är Bolivia. Inga underarter finns listade i Catalogue of Life.